# Estación Ariel
Ariel era el nombre que recibía una antigua estación de ferrocarril actualmente en desuso, ubicada en la pequeña localidad de Ariel, partido de Azul, provincia de Buenos Aires, Argentina.

## Servicios
La estación era intermedia del otrora Ferrocarril Provincial de Buenos Aires para los servicios interurbanos y también de carga hacia y desde La Plata, Loma Negra y Azul. No opera servicios desde 1968.